# Підбір'я (Пуховицький район)
Підбір'я (біл. вёска Падбор’е) — село в складі Пуховицького району Мінської області, Білорусь. Село підпорядковане Пережирській сільській раді, розташоване в центральній частині області.